# Shahzadpur
Shahzadpur est une upazila du district de Sirajganj au Bangladesh. En 1991, sa population recensée compte 420 452 habitants.

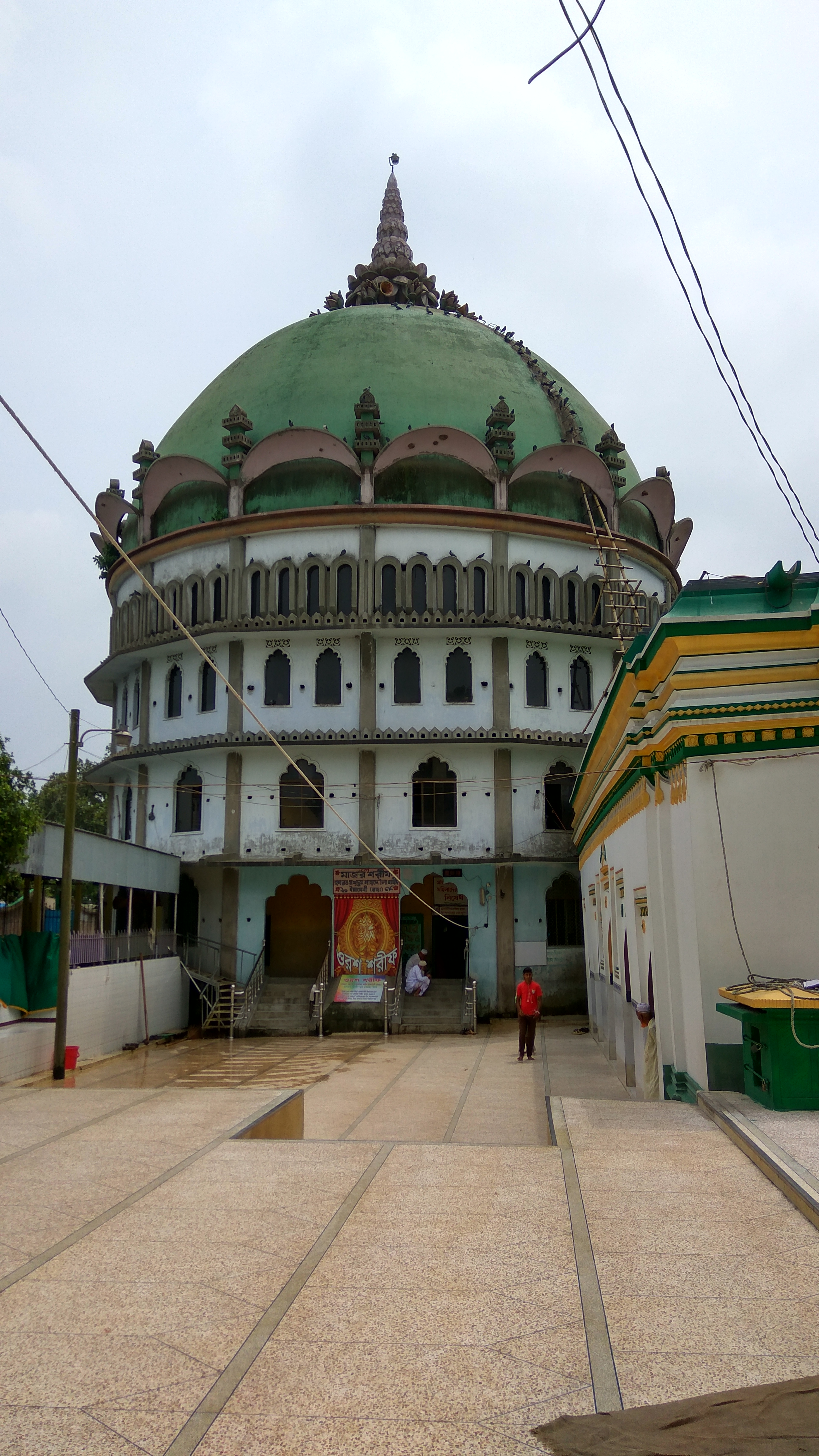
Le mazar (mausolée) de Makhdum Shah Daulah